# UFB LCD
UFB LCD (ang. Ultra Fine and Bright) – technologia wyświetlaczy LCD stosowana w telefonach komórkowych, wprowadzona przez firmę Samsung w 2002 r. Jest alternatywną technologią w stosunku do stosowanej obecnie technologii TFT LCD. Do pracy wymaga niskiego poboru prądu ok. 3 mW, co jest wartością dużo mniejszą niż dla wyświetlaczy TFT LCD. Niski pobór prądu ma zdecydowany wpływ na żywotność baterii. Dodatkowym atutem jest mniejsza grubość wyświetlaczy UFB (ok. 2,2 mm), co pozwala na uzyskanie bardziej płaskich telefonów komórkowych.